# Колокани
Колокани (фр. Kolokani) — город и коммуна на юго-западе Мали, в области Куликоро.

## География
Город Колокани является административным центром сёркля Колокани, который включает в себя 10 сельских коммун: Дидени, Гигойо, Колокани, Масантала, Нонкон, Носомбугу, Оулодо, Сагабала, Себекоро и Тиорибугу. Площадь сёркля составляет 14 380 км². Город расположен на высоте 410 м над уровнем моря.

## Население
По данным на 2013 год численность населения города составляла 52 911 человек.
Динамика численности населения города по годам:
| 1998   | 2013   |
| ------ | ------ |
| 33 832 | 52 911 |

## Города-побратимы
- Вирофле, Франция